# Александер Гонсалес
Александер Гонсалес (ісп. Alexander González, нар. 13 вересня 1992, Маракай) — венесуельський футболіст, захисник клубу «Уеска».
Виступав, зокрема, за клуб «Каракас», а також національну збірну Венесуели.

## Клубна кар'єра
У дорослому футболі дебютував 2009 року виступами за команду клубу «Каракас», в якій провів три сезони, взявши участь у 77 матчах чемпіонату. Більшість часу, проведеного у складі «Каракас», був основним гравцем захисту команди.
Один сезон 2012/13, відіграв за швейцарський «Янг Бойз» згодом два роки перебував в оренді відповідно в «Аарау» та «Тун». У сезоні 2015/16 повернувся до клубу «Янг Бойз» у складі якого став срібним призером чемпіонату Швейцарії.
До складу клубу «Уеска» приєднався 2016 року. Відтоді встиг відіграти за клуб з Уески 16 матчів в національному чемпіонаті.

## Виступи за збірні
Залучався до складу молодіжної збірної Венесуели. На молодіжному рівні зіграв у 4 офіційних матчах.
2011 року дебютував в офіційних матчах у складі національної збірної Венесуели. Наразі провів у формі головної команди країни 36 матчів, забивши 1 гол.
У складі збірної був учасником Кубка Америки 2011 року в Аргентині, Кубка Америки 2016 року у США.

## Титули і досягнення
- Бронзовий призер Боліваріанських ігор: 2009
- «Каракас»

Чемпіон Венесуели (1): 2010
Володар Кубка Венесуели (1): 2009
- Чемпіон Вірменії (1):

«Пюнік»: 2021-22